# Maxime Awoudja
 (octobre 2020).
Maxime Awoudja, né le 2 février 1998 à Munich (Allemagne), est un footballeur allemand  qui évolue au poste de défenseur à l'Excelsior Rotterdam.

## Biographie

### En sélection
Le 5 septembre 2019, il joue son premier match avec les espoirs, lors d'une rencontre amicale face à la Grèce (victoire 2-0).